# Філіпповський Григорій Борисович
Філіпповський Григорій Борисович (нар. 1954, Речиця, БРСР, СРСР)[неавторитетне джерело] — український педагог і письменник.
Заслужений вчитель України.

## Життєпис
Народився 1954 року в місті Речиця Гомельської області.
Закінчив Миколаївський кораблебудівний інститут, три роки працював майстром цеху на суднобудівному заводі в Києві[неавторитетне джерело].
Викладає в Русанівському ліцеї Києва.

## Нагороди
- Орден «За заслуги» ІІІ ступеня[5][6]
- Нагрудний знак «Василь Сухомлинський»[6]
- Нагрудний знак МОН України «Відмінник освіти»[6]
- Заслужений вчитель України[6]

## Праці
- Філіпповський Г. Б., Юрій Білецький Чертежи на песке (2001)
- Філіпповський Г. Б. З любов'ю до геометрії. Частина І (2004)
- Філіпповський Г. Б. З любов'ю до геометрії. Частина ІІ «Радість співтворчості» (2005)
- Філіпповський Г. Б. Геометрія та астрономія у пригодах слоненяти Лу та його Друзів (2007)
- Філіпповський Г. Б. Математичні пригоди слоненяти Лу та його Друзів (2002, 2008)
- Філіпповський Г. Б. Авторська шкільна геометрія (2009)
- Філіпповський Г. Б. Школьная геометрия в миниатюрах (2002)
- Філіпповський Г. Б. Азартно-озорная математика для всех
- Філіпповський Г. Б. Часовых и математических дел мастер Барон Мюнхгаузен
- Філіпповський Г. Б. Чудові обмеження в задачах на побудову. — Харків : Основа, 2011. — 144 с. — ISBN 978-617-00-1132-9.
- Філіпповський Г. Б., Карлюченко О. Радість співпраці. — Харків : Основа, 2017. — 160 с. — ISBN 978-617-00-3233-1.
- Г. Б. Філіпповський. Математичні пригоди слоненяти ЛУ та його Друзів. - 2-ге вид., переробл. - К. : Техніка, 2008. - 168 c.: іл. - Бібліогр.: с. 165-166. - ISBN 978-966-575-104-5
- Філіпповський Г. Б. Авторська шкільна геометрія. Книга 1. — Х. : Вид. група «Основа», 2009.
- Філіпповський Г. Б. Авторська шкільна геометрія. Книга 2. — Х. : Вид. група «Основа», 2009
- Філіпповський Г. Б. Авторська геометрія. Частина 1. — Х. : Вид. група «Основа», 2013.
- Філіпповський Г. Б. Авторська геометрія. Частина 2. — Х. : Вид. група «Основа», 2013
- Блинков А. Д., Филипповский Г. Б. , Геометрические задачи на экстремумы МЦНМО 2022